# Down Down Down
Down Down Down è il singolo di debutto del gruppo femminile italiano Lollipop,  formatosi nel corso della trasmissione televisiva Popstars nel 2001. La canzone è stata scritta completamente in inglese da Sabrina Pistone.

## Descrizione
Il singolo debutta nei negozi il 30 marzo 2001, all'indomani del termine della trasmissione entra nella classifica dei singoli più venduti in Italia direttamente al primo posto. Down Down Down rimane al primo posto per tre settimane, per essere scalzato da Dream On dei Depeche Mode il 20 aprile, e poi ritornare in vetta per un'altra settimana il 27 aprile. Il singolo ha venduto oltre 120 000 copie diventando il loro più grande successo. Le Lollipop hanno promosso il singolo con numerose esibizioni in programmi televisivi. Tra le tracce del CD singolo, oltre a due remix, era presente anche Everybody Come On (Wanna Be a Popstar), sigla del programma televisivo Popstars reinterpretata dalle ragazze.

## Video musicale
Il videoclip del brano, diretto da Luca Merli, fu girato il 30 marzo 2001 (giorno della formazione delle Lollipop) nella discoteca Alcatraz di Milano. Nel video compare in un cameo Daniele Bossari, il conduttore di Popstars.

## Tracce
CD singolo (WMS 8573879412)
1. Down Down Down (Radio Mix) – 3:16
2. Down Down Down (Instrumental) – 3:10
3. Down Down Down (Generation 2010 Remix by Gianfranco Carone) – 4:45
4. Everybody Come On (Wanna Be A Popstar) (Radio Mix) – 3:00

Download digitale
1. Down Down Down (Radio Mix) – 3:16

## Classifiche

### Classifiche settimanali
| Classifica (2001) | Posizione massima |
| ----------------- | ----------------- |
| Italia            | 1                 |
| Svizzera          | 91                |

### Classifiche di fine anno
| Classifica (2001) | Posizione |
| ----------------- | --------- |
| Italia            | 4         |